# Kristin Alia Hunold
Kristin Alia Hunold (* 8. Dezember 1993 in Rabat, Marokko) ist eine deutsche Theater- und Filmschauspielerin sowie Hörspiel- und Hörbuchsprecherin.

## Leben und Wirken
Kristin Alia Hunold wurde in der marokkanischen Hauptstadt Rabat geboren und wuchs als Adoptivtochter des Schauspielers Rainer Hunold zwei Jahre lang in Wiesbaden auf und anschließend in Berlin. Sie verbrachte 2010/11 ein Auslandsjahr in Bristol und machte dort den mittleren englischen Schulabschluss (GCSE). 2013 legte sie in Berlin ihr Abitur ab. Von 2015 bis 2019 absolvierte sie ein Schauspielstudium an der Hochschule für Musik und Darstellende Kunst in Frankfurt am Main, das ein Studiojahr am Schauspiel Frankfurt beinhaltete. Bevor sie die Zulassung in Frankfurt erhalten hatte, durchlief sie ein Medizinisches Pflegepraktikum auf der Unfall- und Wiederherstellungschirurgie im Vivantes Klinikum in Berlin-Friedrichshain (Anfang 2015). Parallel zum Studium war sie Kinderbetreuerin im SOS-Feriendorf Caldonazzo in Trentino-Südtirol (2016) und arbeitete im vom DRK Frankfurt am Main angebotenen „Traumapädagogischen Schutzprojekt für geflüchtete Frauen und Kinder“ mit (2017).
Schon während ihrer Ausbildung war sie als Schauspielerin tätig: Nach zwei Fernsehproduktionen spielte sie 2016 in dem Kinofilm Fenster Blau nach dem Theaterstück Muttermale Fenster Blau von Sasha Marianna Salzmann unter der Regie von Sheri Hagen die Hauptrolle. Der Film wurde mit dem vom Publikum bestimmten „SCORE Bernhard Wicki Preis“, dem Nachwuchspreis des NDR und dem renommierten Creative Energy Award des Internationalen Filmfests Emden-Norderney ausgezeichnet. 2018 folgte mit Dem Horizont so nah der nächste Kinofilm, in dem sie – diesmal für eine Nebenrolle – besetzt wurde. In dem 2021 während der COVID-19-Pandemie gedrehten Film Distanz über eine Selbstisolation in einer pandemischen Gefahrenlage spielte sie die Assistentin des Protagonisten (Aleksandar Jovanovic). Auf der Theaterbühne war sie 2017 in drei Hauptrollen zu sehen, wobei ihr für die Darbietung in Die Zertrennlichen (Schauspiel Frankfurt/Box) von der Frankfurter Rundschau eine „herausragende Präsenz“ und zusammen mit ihrem Spielpartner eine „überzeugende“ Leistung bescheinigt wurde.
Von 2018 bis 2022 sprach sie über viele Folgen hinweg die Maus Clara in Prinzessin Lillifees Gute-Nacht-Geschichten an der Seite von Lillifee-Sprecherin Sissi Perlinger sowie die Hauptrolle in dem Podcast Lynn ist nicht allein. Eine zweite Staffel wurde bereits produziert. Zum zweiten Jahrestag des Hanau-Attentats am 19. Februar 2022 erschien in der ARD Audiothek (tags darauf im Sendeprogramm von hr2-kultur) das Hörspiel Das Halbhalbe und das Ganzganze, in der Hunold der Dichterin Safiye Can Stimme verleiht, indem sie eine junge, deutsch sozialisierte Frau mit Migrationsgeschichte spricht, was die Frage nach der eigenen Identität aufkommen lässt.

## Filmografie
- 2014: Leberkäseland (TV, Das Erste)
- 2015: Familie verpflichtet (TV, NDR)
- 2016: Fenster Blau (Kino)
- 2017: Bad Cop – kriminell gut (TV, RTL, Folge 7: Familienbande)
- 2017: Ein Fall für Zwei (TV, ZDF, Folge 18: Der Abschiedsbrief)
- 2017: Letzte Spur Berlin (TV, ZDF, Folge 77: Küchenschlacht)
- 2017: Der Staatsanwalt (TV, ZDF, Folge 64: Alte Freunde)
- 2018: Dem Horizont so nah (Kino)
- 2019: In aller Freundschaft – Die jungen Ärzte (TV, Das Erste, Folge 203: Abwege)
- 2019: Skylines (TV, Netflix, Staffel 1, Folge 1)
- 2019: Wir sind die Welle (sechsteilige TV-Serie, Netflix, alle Folgen)
- 2020: Notruf Hafenkante (TV, ZDF, Folge 369: Die Party ist vorbei)
- 2020: Ethno (vierteilige TV-Serie, WDR, alle Folgen)
- 2020: Letzte Spur Berlin (TV, ZDF, Folge 111: Weißer Wahn)
- 2020: Die Chefin (TV, ZDF, Folge: Der Wolf)
- 2020: Bettys Diagnose (TV, ZDF, Folge: Beziehung mit Hindernissen)
- 2021: Distanz (Kino)
- 2021: SOKO Linz (TV, Folge: Die Unsichtbaren)
- 2022: Die Eifelpraxis (TV, Folgen: Unter Druck, Verlorener Vater)
- 2023: Ein starkes Team: Im Namen des Volkes
- 2023: WaPo Elbe (TV, Folge 3: Von Lachsen und Leichen)
- 2023: Morden im Norden (TV, Folge 135: Unter Strom)
- 2023: Die Rosenheim-Cops (TV, Folge 524: Der Stein des Anstoßes)
- 2023: Die verkaufte Prinzessin (Märchenfilm)
- 2024: SOKO Hamburg (Fernsehserie, Folge Der letzte Aufschlag)
- 2024: Miss Merkel – Mord auf dem Friedhof (Fernsehfilm)
- 2024: Die Eifelpraxis (TV, Folgen: Wann, wenn nicht jetzt, Freiheit zu leben)
- 2024: Ich hab den Weihnachtsmann geküsst (Fernsehfilm)
- 2025: Wunderschöner

## Theater
- 2017: Asche zu Asche (Frankfurt LAB, Hauptrolle)
- 2017: Verbrennungen (Schauspiel Frankfurt/Kammerspiele, Hauptrolle)
- 2017–2018: Die Zertrennlichen (Schauspiel Frankfurt/Box, Hauptrolle)
- 2018: 8bar leben (Schauspiel Frankfurt/Panorama Bar, Ensemble-Mitglied)
- 2018: Einige Nachrichten an das All (Schauspiel Frankfurt/Kammerspiele, Nebenrolle)
- 2019–2020: Die Ratten (Schauspiel Frankfurt/Schauspielhaus, Nebenrolle)

## Hörspiele/Hörbücher
- 2018–2021: Prinzessin Lillifees Gute-Nacht-Geschichten (Audiocab-Hörspielreihe, Ensemble-Hauptrolle)
- 2019: Es ist überall (Hessischer Rundfunk, Hauptrolle)
- 2019: Verstand und Gefühl (Hessischer Rundfunk, Nebenrolle)
- 2020–2021: Lynn ist nicht allein (FYEO/ProSiebenSat1, 2 Staffeln, Hauptrolle)
- 2021: Marlov und der rote Ripper (WDR, Nebenrolle)
- 2021: Gott ist nicht schüchtern (WDR, Hauptrolle)
- 2021: Lynn ist nicht allein (Staffel 2, ProSiebenSat.1/FYEO, Hauptrolle)
- 2022: Das Halbhalbe und das Ganzganze (Hessischer Rundfunk, Hauptrolle)
- 2022: Die Experten (Deutschlandfunk)
- 2022: Prinzessin Lillifee – Der Schmetterlingspalast (Sony Music Entertainment, Ensemble-Hauptrolle)
- 2022: Erdsee (nach Ursula K. Le Guin, WDR, durchgehende Hauptrolle)
- 2023: Boudicca. Die Keltenkriegerin, 8-teiliger Hörspiel-Podcast von Anne-M. Keßel, WDR[6]
- 2024: The Belles, Fantasy-Hörspiel-Serie nach Dhonielle Clayton, WDR[7]

## Lesungen
- Kristina Sigungsdotter: Neele Nilssons Geheimnisse, Internationales Literaturfestival Berlin/Haus der Berliner Festspiele